# كوينتن هاليس
كوينتن هاليس (مواليد 26 أكتوبر 1996) هو لاعب تنس محترف فرنسي، أعلى تصنيف له في الفردي كان ال84 في مايو 2022.

## روابط خارجية
- كوينتن هاليس على موقع رابطة محترفي التنس (الإنجليزية)
- كوينتن هاليس على موقع الاتحاد الدولي لكرة المضرب (الإنجليزية)
- كوينتن هاليس على موقع خلاصة التنس.كوم (الإنجليزية)
- كوينتن هاليس على موقع إي إس بي إن.كوم (الإنجليزية)